# Laparocerus azoricus
Laparocerus azoricus é uma espécie de insetos coleópteros polífagos pertencente à família Curculionidae.
A autoridade científica da espécie é Drouet, tendo sido descrita no ano de 1859.
Trata-se de uma espécie presente no território português.